# Birgit Pölzl

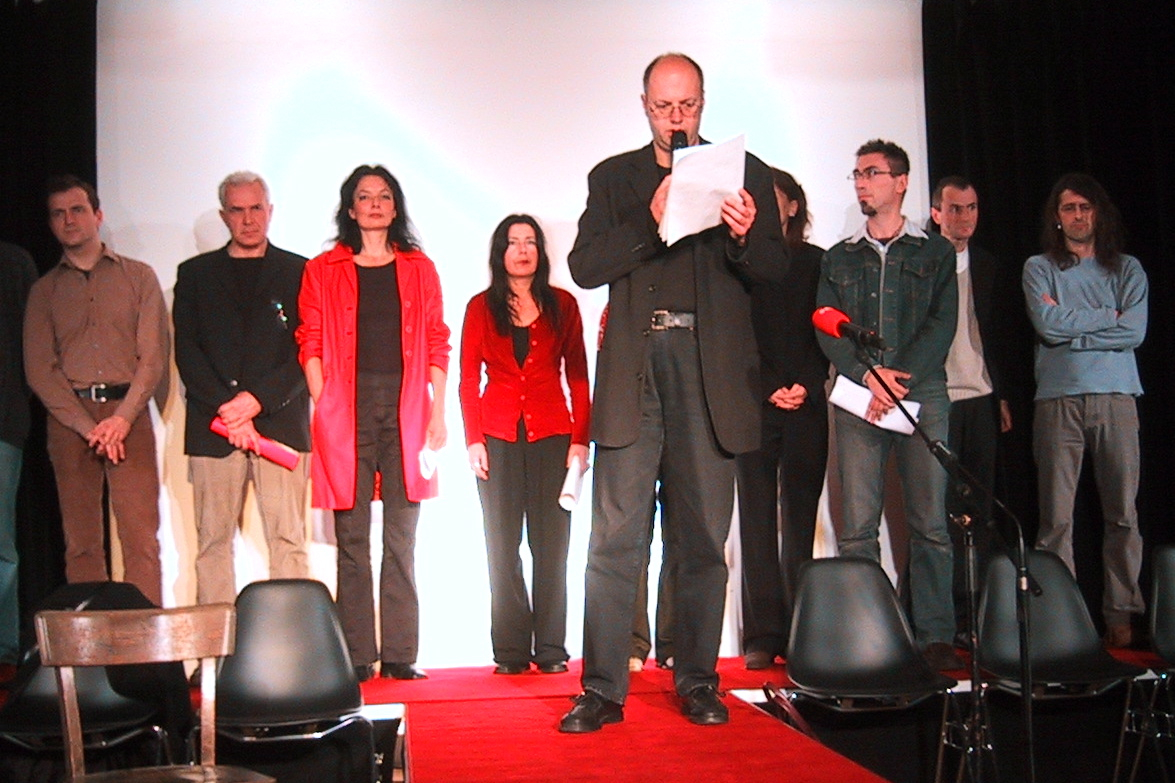
Birgit Pölzl, 2003 (3. v. l.)

Birgit Pölzl (* 1959 in Graz) ist eine österreichische Schriftstellerin.

## Leben
Birgit Pölzl studierte Germanistik und Kunstgeschichte an der Karl-Franzens-Universität Graz und dissertierte über das realistische Drama. Sie leitete im Kulturzentrum bei den Minoriten in Graz das Ressort Literatur. Zahlreiche Publikationen in den Literaturzeitschriften Kolik, Manuskripte und Lichtungen, Mitglied der Grazer Autorenversammlung. 2014 nahm sie am Ingeborg-Bachmann-Wettbewerb in Klagenfurt teil.

## Werke
- Die Leichtigkeit in den Nischen. Styria, Graz 1998, ISBN 978-3-2221-2526-3.
- Zugleich. Roman, Steirische Verlagsgesellschaft, Graz 2005, ISBN 978-3-8548-9094-2.
- Seidenschrei. Roman, Leykam, Graz 2007, ISBN 978-3-7011-7575-8.
- Das Weite suchen. Roman, Leykam, Graz 2013, ISBN 978-3-7011-7872-8.
- Von Wegen. Roman, Leykam, Graz 2020, ISBN 978-3-7011-8160-5.